# Lilí de Álvarez
Elia Maria González-Álvarez y López-Chicheri, detta Lilí (Roma, 9 maggio 1905 – Madrid, 8 luglio 1998), è stata una tennista, giornalista e scrittrice spagnola.

## Biografia
Celebre tennista della prima metà del XX secolo, nel 1929 vinse il doppio dell'Open di Francia in coppia con Kea Bouman, battendo in finale la coppia formata da Alida Neave e Bobbie Heine con il punteggio di 7-5, 6-3.
È famosa per aver raggiunto due primati nella storia di Wimbledon: essere l'unica tennista ad aver disputato tre finali consecutive, senza mai vincerle, negli anni 1926, 1927 e 1928, ed essere la prima tennista spagnola a disputare una finale al torneo inglese.
 È considerata la più forte tennista a non essere mai riuscita a vincere una prova del Grande Slam in singolare.
Ha raggiunto una finale agli Internazionali di Francia 1927, nel doppio misto, insieme a Bill Tilden, ma sono stati sconfitti per 6-4, 2-6, 6-2 dai francesi Marguerite Broquedis e Jean Borotra.

Agli Internazionali d'Italia 1930 è arrivata in finale in tutte le specialità, come l'italiana Lucia Valerio. Nella finale di singolare ha vinto la Alvarez per 3-6, 8-6, 6-0, insieme hanno vinto il doppio femminile, mentre nel doppio misto ha vinto la Valerio in coppia con Pat Hughes, sconfiggendo il team formato dalla Alvarez e Uberto De Morpurgo.
È stata tra le migliori dieci dal 1926 al 1928, nel 1930 e 1931; il suo rank più elevato è il numero 2 del 1927 e 1928
Nel 1934 si è sposata.